# Pinguet (Québec)
Pour les articles homonymes, voir Pinguet.
Pinguet est un hameau compris dans le territoire de Saint-Damase-de-L'Islet, au Québec (Canada).
Le hameau abrite une communauté protestante francophone à partir du début du xxe siècle.

## Toponymie
Le hameau reprend le nom du rang le long duquel est constitué le hameau. Le rang lui-même est nommé d'après Louis-Basile Pinguet, officier des milices lors de la guerre anglo-américaine de 1812 et premier chef de police de Québec. Pinguet est concessionnaire de lots dans le canton d'Ashford peu après sa proclamation dans les années 1820.
Le nom est en usage à partir du milieu du xixe siècle.

## Géographie
Le hameau est situé à une quinzaine de kilomètres à l'est de Saint-Jean-Port-Joli, à flanc de la montagne Pinguet.

## Histoire
Une chapelle de mission catholique est établie en 1880 dans le cinquième rang, dans la maison de Pierre et Damase Ouellet. Le cardinal Taschereau décrète ensuite la construction d'une église à plusieurs kilomètres à l'ouest de la chapelle, au centre du territoire de la future paroisse.
Une querelle éclate entre les habitants du cinquième rang et le clergé. Les habitants barrent l'accès de la maison-chapelle aux représentants de l'Église, et Taschereau les menace d'excommunication. Une chapelle est construite sur le site de l'actuel village de Saint-Damase en 1889. Le curé en résidence note qu'une dizaine de familles de la paroisse refusent de fréquenter cette nouvelle chapelle.
En 1902, les habitants de l'est de la paroisse font valoir au délégué apostolique d'Ottawa que l'église de Saint-Damase devrait être construite dans leur secteur, alignée avec les églises des paroisses-mères, Sainte-Louise et Saint-Roch-des-Aulnaies. Ils menacent alors d'abjurer ; la Société missionnaire franco-canadienne, une institution protestante déjà installée en Côte-du-Sud  le long de la route Elgin depuis le milieu du xixe siècle, n'est pas étrangère à cette menace. Charles Chiniquy, pasteur opposé au catholicisme, possède d'ailleurs depuis 1896 une résidence d'été à Pinguet.
Devant le refus du délégué apostolique d'entendre leur requête, les habitants de Pinguet signifient leur abjuration au curé de Saint-Damase-de-L'Islet en 1902, appuyés par Joseph-Luther Morin, pasteur presbytérien et gendre de Chiniquy, et William Chodat, professeur à l'Institut méthodiste français de Montréal. Un cimetière est autorisé en 1903 et une église est construite en 1904, sur le sommet d'une colline, dans l'axe des églises de Sainte-Louise et Saint-Roch. L'architecture de l'église protestante, construite par Cléophas Ouellet, un charpentier du sixième rang, réplique celle de l'église de Sainte-Louise.
Une école protestante accueille les élèves de 1906 à 1936. Un bureau de poste sera en opération de 1913 à 1939.
En 1922, Saint-Damase, Sainte-Louise et Sainte-Perpétue comptent une centaine de protestants, soit environ 3 % de la population. En 1940, les protestants ne sont plus qu'une quarantaine, soit environ 1 % de la population.
Si la communauté protestante est victime de harcèlement dans la première moitié du xxe siècle, notamment dans les écoles catholiques, le schisme s'effrite au fil du temps. Ainsi, le conseil municipal de Saint-Damase-de-L'Islet appuie financièrement la rénovation de l'église protestante en 1982.